# トーマス・ロシター
トーマス・ロシター（Thomas Prichard Rossiter、1818年9月20日 - 1871年5月17日）はアメリカ合衆国の画家である。アメリカの歴史を題材にした作品で知られる。

## 略歴
コネチカット州のニューヘイブンに生まれた。肖像画家のナサニエル・ジョスリン(Nathaniel Jocelyn:1796-1881)などから絵を学んだ。
1838年にニューヨークのナショナル・アカデミー・オブ・デザインの展覧会に出展し、翌年、ニューヨークに移ってスタジオを開いた。1840年にアッシャー・ブラウン・デュランド、ジョン・フレデリック・ケンセット、ジョン・ウィリアム・カシリアとヨーロッパに渡った。ヨーロッパでは、イタリアを訪れたトマス・コール(1801-1848)と共にローマに滞在し、ロシターは1846年までローマに滞在しニューヨークに戻った。ニューヨークではケンセットとルイス・ラングと共同でスタジオを開いた。
1849年にナショナル・アカデミー・オブ・デザインの会員に選ばれた。1851年に結婚し、1853年に夫妻はパリに移り、パリにスタジオを開いた。パリでは双子が生まれ、1855年のパリ万国博覧会に出展し金賞を受賞したが、妻が娘の出産後に死亡したため、1856年に家族はニューヨークに帰国した。
1857年頃から、アメリカの歴史を題材に大作を描くようになり、「マウントバーノンの邸でのジョージ・ワシントンとラファイエット」やワシントンの初代内閣などを描いた。
1860年に再婚し、パットナム郡にハドソン川を見下ろす邸に住んだ。亡くなるまで、ナショナル・アカデミー・オブ・デザインやペンシルヴェニア美術アカデミーの展覧会に出展した。

## 作品

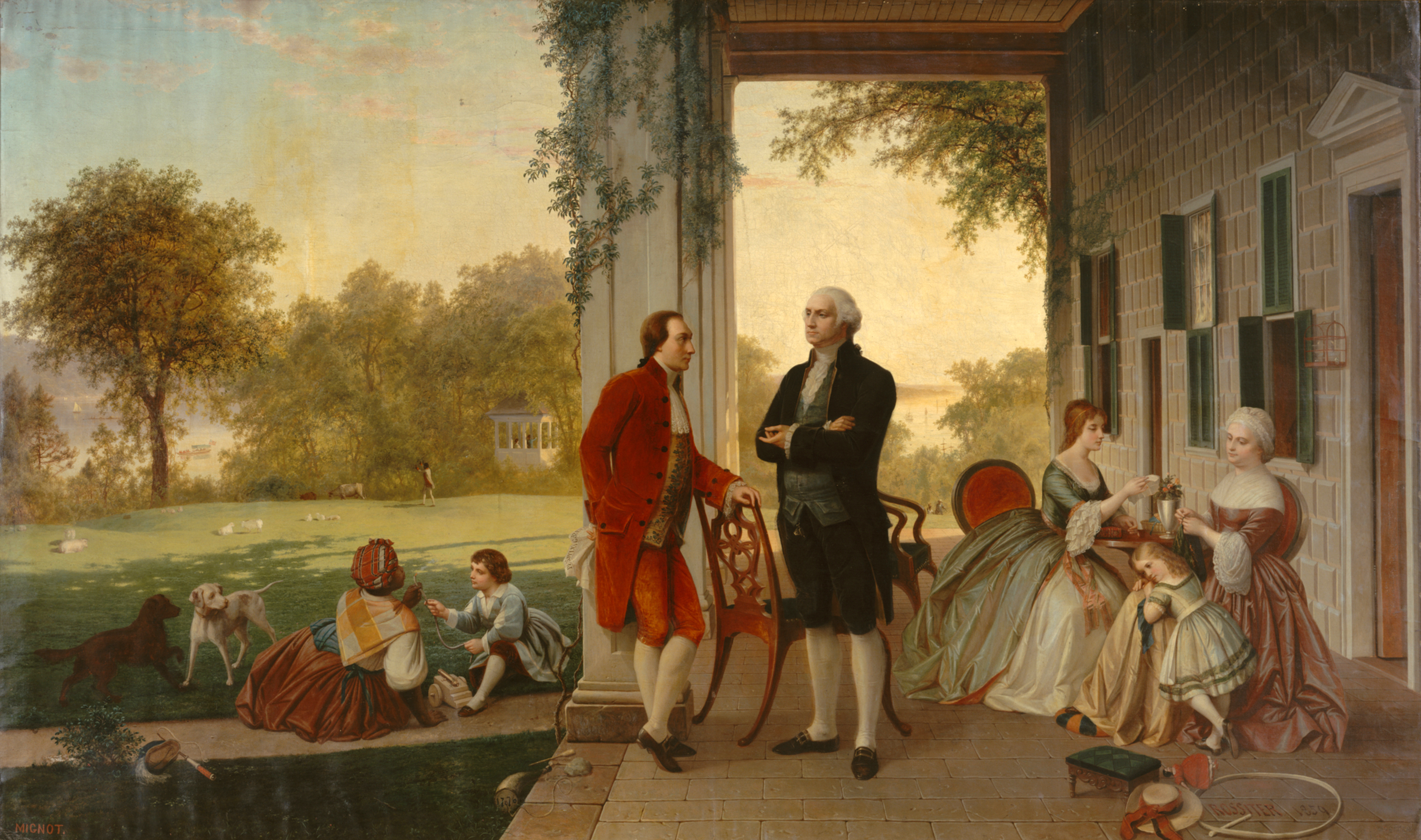
「ワシントンとラファイエット」(1859)
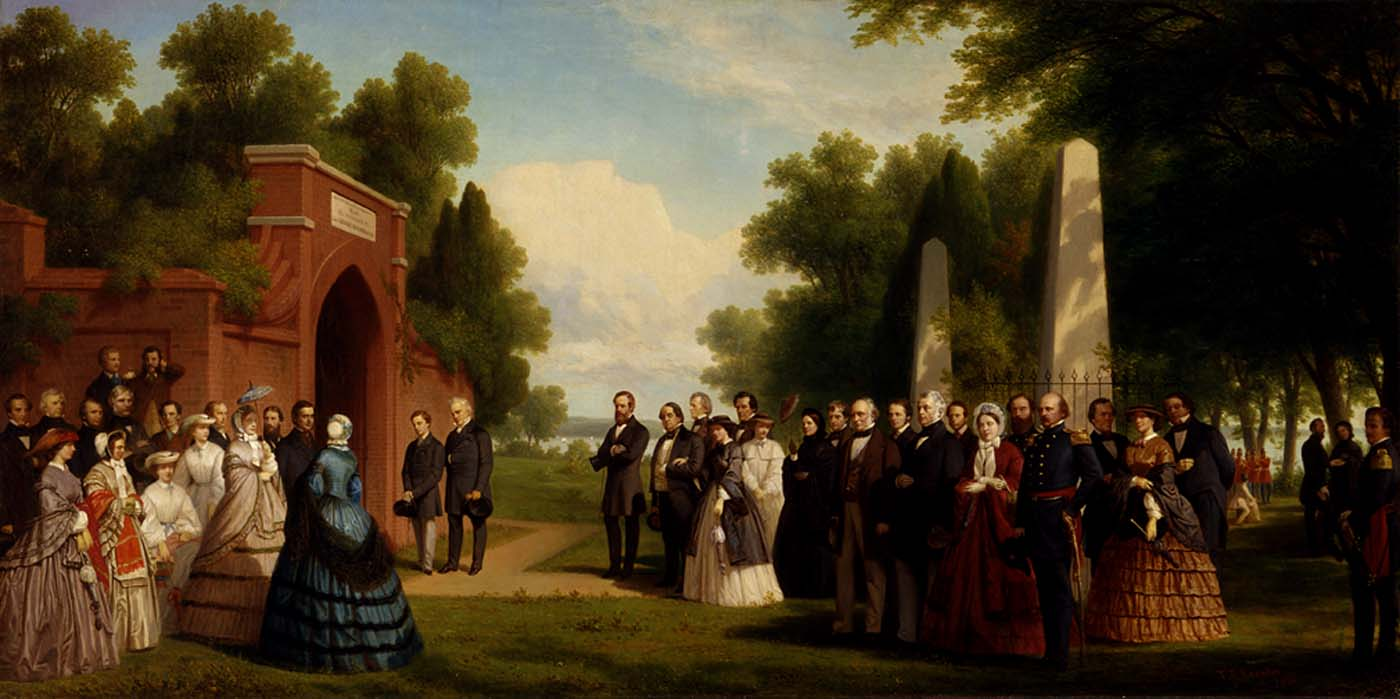
ワシントンの墓を訪れたイギリス皇太子とブキャナン大統領

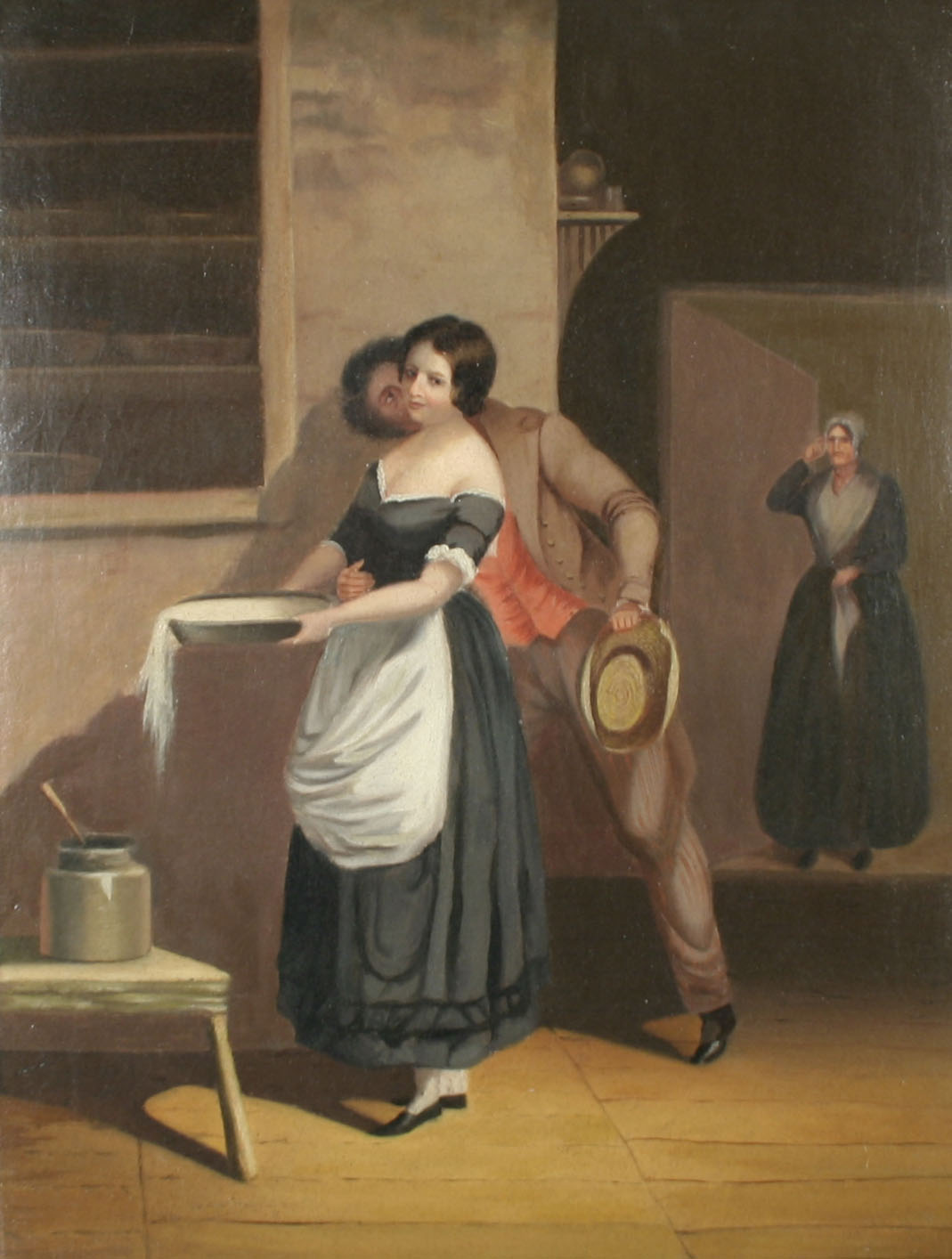
"Spilt Milk"
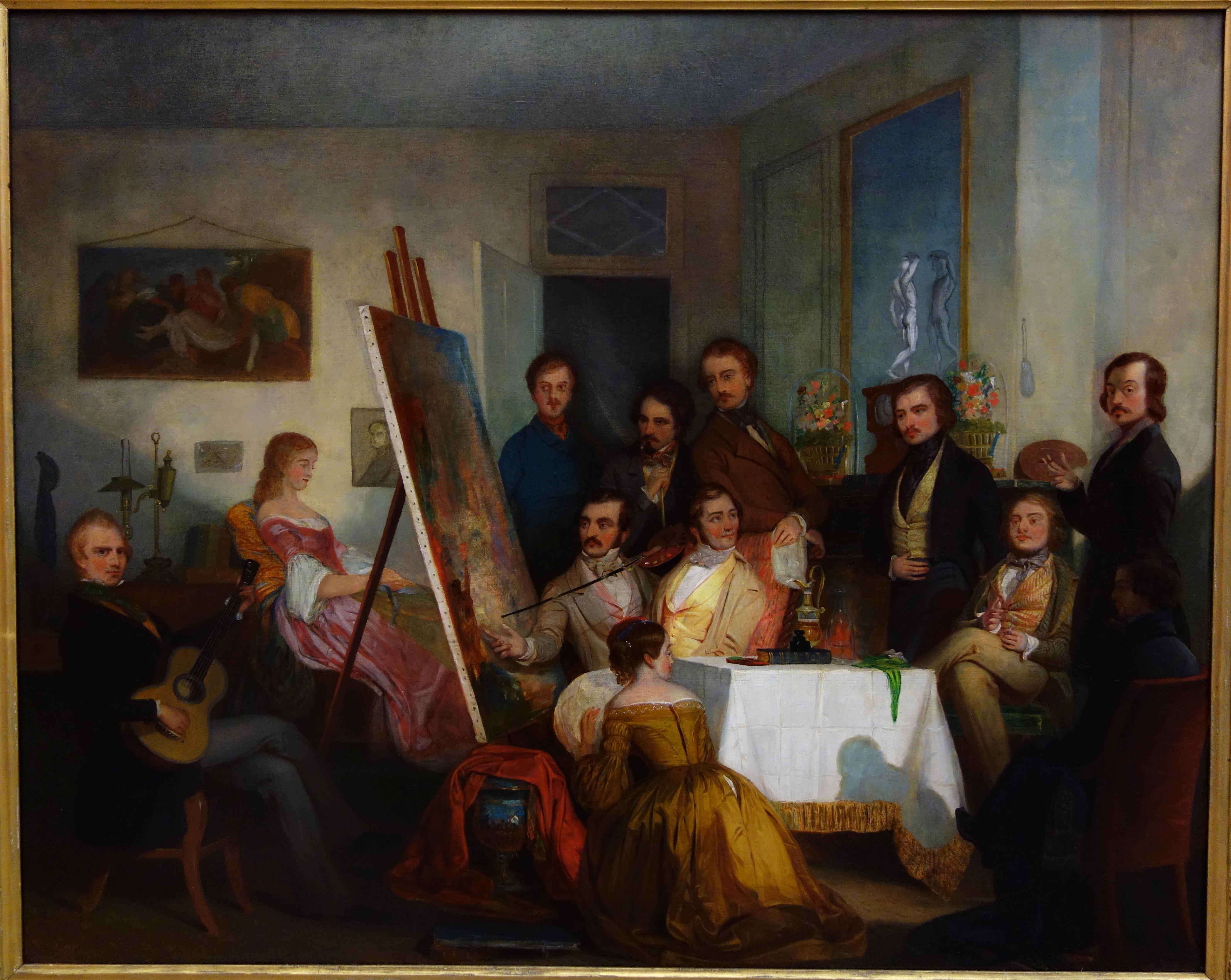
A Studio Reception
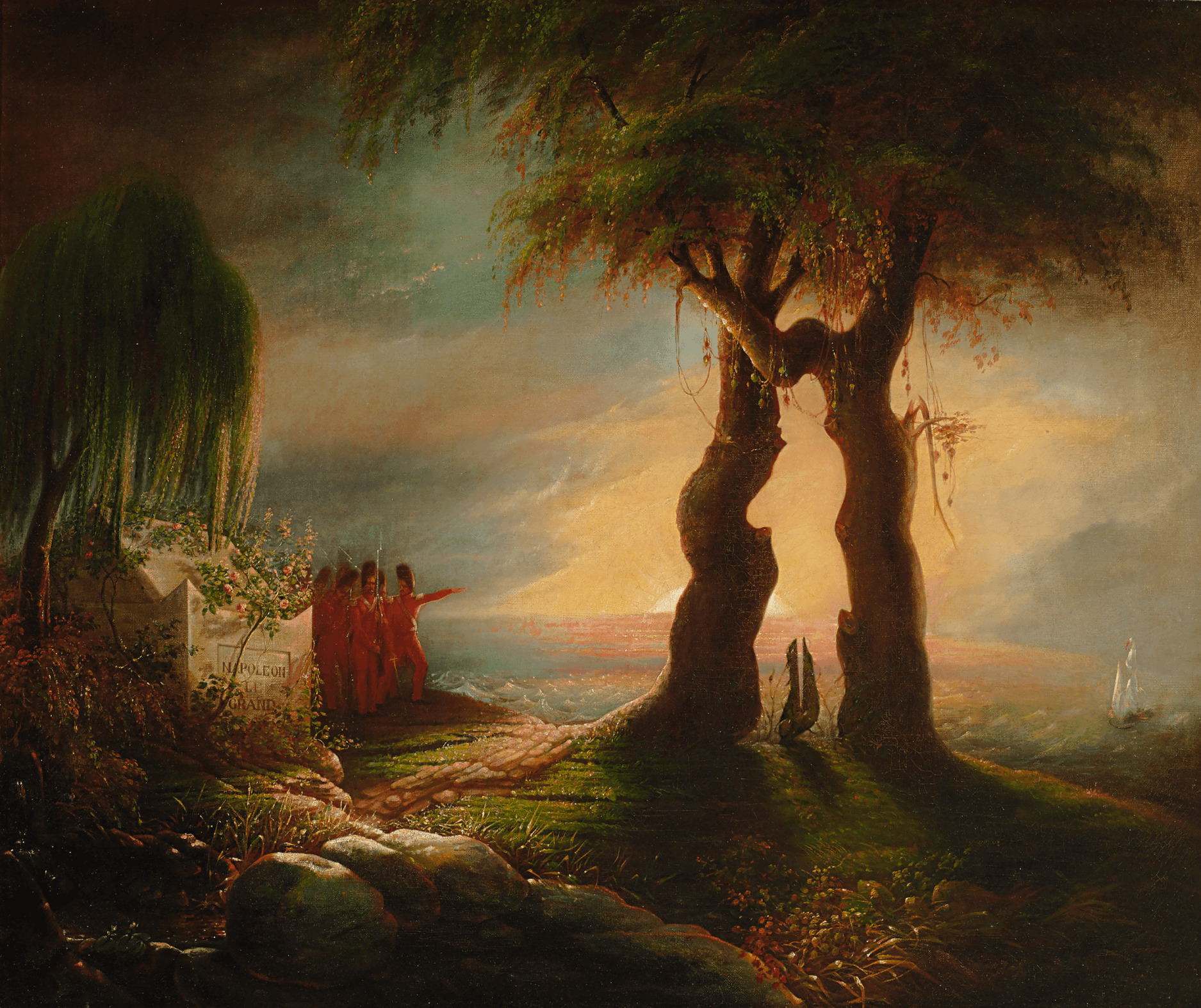
ナポレオンの墓